# اوتاگاوا تویوهارو
اوتاگاوا تویوهارو (به ژاپنی: (歌川 豊春 Utagawa Toyoharu); ۱ ژانویهٔ ۱۷۳۵ – ۱ ژانویهٔ ۱۸۱۴) هنرمند، و نقاش اهل ژاپن بود.
تویوهارو در کیوتو متولّد شد و در همین شهر در ابتدا به یادگیری روش نقّاشی‌ای موسوم به کانو (Kano) پرداخت. او بعدها به ادو (توکیویِ کنونی) آمد و سبکی منحصر به خودش و با نام خودش اوتاگاوا را پایه‌گذاری کرد.